# Киптон (Охајо)
Киптон (енгл. Kipton) град је у америчкој савезној држави Охајо.

## Демографија
По попису из 2010. године број становника је 243, што је 22 (-8,3%) становника мање него 2000. године.
| Група             | 2000.       | 2010.       |
| Белци             | 260 (98,1%) | 233 (95,9%) |
| Афроамериканци    | 2 (0,8%)    | 0 (0,0%)    |
| Азијати           | 0 (0,0%)    | 0 (0,0%)    |
| Хиспаноамериканци | 1 (0,4%)    | 6 (2,5%)    |
| Укупно            | 265         | 243         |